# 精巣がん自己検診
精巣がん自己検診（せいそうがんじこけんしん、testicular self-examination、TSE）は、初期の精巣がんを確認するための方法である。精巣や陰嚢にしこりや腫れがないかを検診するもので、思春期から行える。入浴後に行うのが一般的である。 
精巣がんはまれであり、主に15歳から49歳の男性に影響を与え、通常、痛みを伴わない精巣のしこり、または精巣の形状や質感の変化を示す。思春期以降の毎月の自己検診は、おそらく、治療可能な早期の段階で精巣がんを発見する効果的な手法である。 
しかし、精巣がんの症状がない人が定期的に自己検診をすることによって、精巣がん罹患率や死亡率が有意に低下するという確かな研究や文献はない。あらゆる団体が精巣がん自己検診を承認しているわけではなく、無駄な医療につながる恐れがあると主張されることもある。

## 背景
精巣は、陰茎の下の陰嚢にある楕円形の男性生殖器官であり、精子を含む精液とホルモンのテストステロンを産生する。精巣がんは稀ながんの一種で、罹患者は比較的15歳から49歳までの男性が多い。症状は、通常は痛みのない精巣の腫れやしこり、または精巣の形状や質感の変化である。 

## 目的
思春期から始める毎月の自己検診によって、早期の精巣がんを発見する効果的な手法となりうるために行われる。推奨される年齢については、医師によって異なり、15歳から55歳までの幅がある。 

## 推奨の是非
以下の危険因子がある場合は、医師は精巣がん自己検診を特に推奨することがある。 
- 精巣がん罹患者が親族にいる場合[5]
- 過去に精巣がんに罹患している場合[4]
- 潜在精巣である場合
- 精巣萎縮がある場合

自己検診の推奨に関する全般的な医学的コンセンサスはない。精巣がんの症状がない人が定期的に自己検診をすることによって、精巣がん罹患率や死亡率が有意に低下するという確かな研究や文献もない。あらゆる団体が精巣がん自己検診を承認しているわけではなく、無駄な医療につながる恐れがあると主張されることもある。したがって、アメリカ予防医療対策委員会 (US Preventative Services Task Force) や、オーストラリア家庭医学会 (Royal Australian College of General Practitioners) は、自己検診の推奨はしておらず、他方、アメリカがん協会は20歳以上の男性に推奨し、ヨーロッパ泌尿器学会 (European Association of Urology) は危険因子のある男性に、それぞれ自己検診を推奨している。2018年、アメリカ家庭医学会 (American Academy of Family Physicians) は、高い偽陽性結果、精巣がん自体の発生率の低さ、精巣がん罹患時の治療成功率の高さ、自己検診による害の要素を挙げ、精巣がん自己検診の有効性に疑問を異議を投げかけた。 

## 手順
精巣がん自己検診をする際は、毎月決まった時間に検診を行うことが推奨される。その時間とは、入浴後またはシャワーを浴びた後の陰嚢が弛緩し、精巣が垂れ下がっているときである。これは精巣を触りやすく、その感触を感じやすくするためである。また、起立した状態で鏡を前にして行う。 
まず最初に外皮の変化や腫れがないかを確認し、その後、両手で精巣を触り感触を確かめる。次に、両手の親指を精巣の上に乗せ、人差し指と中指を精巣の下に置き、精巣を下に置いた指の間でクルクルと回す。または、片方の手で精巣を押さえ、もう一方の手で感触を確かめる。通常、この手順で痛みが生じる箇所はない。 
左右の精巣の大きさがばらばらであることは通常は正常であり、自己検診を通じて自分の体のことをよく知ることができるようになる。疑わしいしこりや腫れがあるときにそれを見つけることで、病院に掛かりやすくなる。   
配偶者やパートナーがいる場合は、彼らが検診を手助けしてくれることもある。これは、性行為やその前戯の形で行える。彼らは男性の精巣の異常を、上記に示した正式な方法によらず見つけ出せるかもしれない。 

## 結果
検診によって以下のような異常を発見できる可能性がある。 
- しこり[5]
- 痛みや圧痛
- 陰嚢内の液体の蓄積
- 両方の精巣の大きさを比較したときの一方の精巣の大きさの変化（一方の精巣がわずかに大きくなったり、わずかに垂れ下がるのは正常であることもある）[1]

## 社会と文化
2018年、デートを取り上げたテレビ番組『ラブアイランド (Love Island)』に出演したクリス・ヒューズ (Chris Hughes) は、別の情報番組『ディス・モーニング (This Morning)』で精巣がん検診をされた。検診を行った外科医のクリス・スティール (Chris Steele) は、「何か違和感を感じた男性の多くは、かかりつけ医に行ってそのことを話すのを恥ずかしく思うでしょう」としながらも「精巣癌は、非常に治りやすい、若い男性のがんであり、容易に発見可能です」と話した。 
精巣がん自己検診は、男性の情報が不十分であることのみならず、心理的嫌悪感もあるため、実施される割合が低い。 